# شهرستان لینکلن (مین)
شهرستان لینکلن واقع در ایالت مین است. جمعیت این شهرستان بر اساس سرشماری سال ۲۰۱۰ آمریکا ۳۴۴۵۷ نفر گزارش شده‌است. مرکز شهرستان لینکلن شهر ویسکست است.این شهرستان در سال ۱۷۶۰ از بخش‌هایی از شهرستان یورک و ماساچوست تشکیل شده و نام آن برگرفته از شهر لینکلن در انگلستان است.